# Бакен, Джон, 1-й барон Твидсмур
Джон Ба́кен, 1-й барон Твидсмур (англ. John Buchan, 1st Baron of Tweedsmuir, английское произношение /ʤɒn ˈbʌkən/, шотландское /ʤɒn ˈbʌxən/; также встречается передача Бо́хан, Бью́кен, Бушан, Бучан; 26 августа 1875, Перт (Соединённое королевство) — 11 февраля 1940, Монреаль (Квебек)) — британский государственный деятель, издатель и писатель, пятнадцатый генерал-губернатор Канады с 1935 по 1940 год, автор романов, в частности, «39 ступеней».

## Биография
Сын кальвинистского пастора. Младшая сестра ― Анна, писательница, более известная под псевдонимом О. Дуглас. В 1892 году поступил в Университет Глазго. Там начались его литературные опыты. Он публиковал многочисленные статьи и рассказы в периодических изданиях, в их числе Blackwood’s Magazine, Macmillan's Magazine и The Gentleman’s Magazine (в котором в августе 1893 года была напечатана его первая статья «Рыбалка в тихом омуте»). Тогда же он написал первый роман «Sir Quixote of the Moors» (1895), который посвятил профессору Гилберту Мюррею.
Свою профессиональную карьеру начал как адвокат в Лондоне. Став секретарём лорда Милнера, он в течение двух с половиной лет сопровождал его в Южной Африке в разгар Бурской войны между британцами и колонистами голландского происхождения. Этот яркий опыт скажется впоследствии на его писательской работе.
Вернувшись в Лондон, он стал работать в издательстве у Нельсона. В 1915 году он начал заниматься журналистикой, что более соответствует его темпераменту и желанию показать жизнь и страдания людей. Всю Первую мировую войну он прошёл в качестве корреспондента «Таймс».
Одновременно занимаясь профессиональной и политической деятельностью, он написал много книг. Он публиковал биографии («Вальтер Скотт», «Оливер Кромвель» и «Юлий Цезарь»), очерки (о шотландской церкви и британских колониях в Африке), автобиографические тексты и шпионские романы: «39 ступеней» (1915, где впервые появляется персонаж Ричард Хэнней; в 1935 году роман был экранизирован Альфредом Хичкоком), «Электростанция» (1916), «Три заложника» (1928), «Отец Жан».
В 1927 году Джон Бакен стал членом Палаты общин. В 1935 году он был назначен генерал-губернатором Канады. 11 февраля 1940 года Бакен скончался от последствий инсульта и черепно-мозговой травмы при падении. На этом посту его заменил главный судья Верховного суда Канады Лаймен Пур Дафф, действовавший в качестве администратора правительства.